# Осухув (Білобжезький повіт)
Осухув (пол. Osuchów) — село в Польщі, у гміні Промна Білобжезького повіту Мазовецького воєводства.
Населення — 185 осіб (2011).
У 1975-1998 роках село належало до Радомського воєводства.

## Демографія
Демографічна структура станом на 31 березня 2011 року:
|          | Загалом | Допрацездатний вік | Працездатний вік | Постпрацездатний вік |
| -------- | ------- | ------------------ | ---------------- | -------------------- |
| Чоловіки | 99      | 22                 | 65               | 12                   |
| Жінки    | 86      | 18                 | 45               | 23                   |
| Разом    | 185     | 40                 | 110              | 35                   |